# Mar Sancho
Mar Sancho Sanz (Valladolid, 28 de marzo de 1972) es una escritora y crítica de música clásica española.

## Biografía
Poeta y narradora, licenciada en Derecho, doctoranda en Literatura Española y crítica musical. Es articulista de varios medios como diarios y revistas nacionales e internacionales. Además es conferencista en España, Europa, los Estados Unidos y toda América Latina. Su obra ha recogido numerosos premios y ha sido traducida al inglés y al francés. Colabora como redactora en varios medios como ABC, El Universal, The Herald y las revistas Ritmo y Opera News, asociada al Metropolitan Opera House.
También ha ejercido cargos públicos, como directora general de ADE Internacional EXCAL, directora de la Agencia de Innovación, Financiación e Internacionalización Empresarial de Castilla y León y de Políticas Culturales de la Junta de Castilla y León. Asimismo, estuvo en la Oficina de Captación de Inversiones de la Junta en Estados Unidos, entre otros. 
Viceconsejera de acción cultural en la consejería de cultura, turismo y deporte, por VOX en la Junta de Castilla y León

## Obras

### Narrativa
- Conditio sine qua non (Prensas de Zaragoza, 2004)
- Aún es tarde (Premio Rejadorada, Multiversa, 2007)
- Leningrado tiene setecientos puentes (Tropo Editores, 2012)
- La insensata vida de los santos (Eolas Ediciones y Menoslobos, 2021)

### Poesía
- Lisbon visited (Premio Letras Jóvenes de Castilla y León, Junta de Castilla y León, 2000)
- Inventario de invierno (Premio Letras Jóvenes de Castilla y León, Junta de Castilla y León, 2002)
- Winterreise (Premio Federico García Lorca, Universidad de Granada, 2002)
- Variaciones sobre un viaje viejo (Prensas de Zaragoza, 2004)
- Oblivion (Granada Literaria, 2009)
- Entre trenes (Eolas Ediciones, 2019)

### Cuentos
- El perro que fuma (Universidad de Granada, 2002)
- Relatos para leer en el autobús, El perro que fuma (Cuadernos del Vigía, 2002)
- Concierto para hombre solo (Universidad de Granada, 2004)

### Antologías
- Cuentos pendientes, cuarenta y tres voces del cuento castellano y leonés del siglo XXI. Selección y prólogo de José Ignacio García García. Castilla Ediciones, 2021.[5]

## Premios
- 2002: Premio Federico García Lorca por Winterreise.[6][7]
- 2000, 2002: Premio Letras Jóvenes de Castilla y León por Lisbon visited e Inventario de invierno.
- 2004: Concurso Literario de La Felguera por Leningrado tiene setecientos puentes.[8][9]
- 2006: Premio Ana María Matute por El limbo.[8]
- 2006: Premio Rejadorada de Novela Breve por Aún es tarde.[10]
- 2006: Premio El Fungible por El vendedor de huesos.[8]
- 2008: Premio de Poesía Jaime Gil de Biedma por Cánticos del Amtrak Cascades.[11]
- 2022: Premio de Poesía del Gobierno de Cantabria por Maneras de imaginarnos.[12]

## Crítica
Sobre Aún es tarde reseñó el escritor Juan Manuel de Prada: 

«esta novela nos ha cautivado por el uso poético del lenguaje y la constante creación de atmósferas a través de un gran esfuerzo estilístico».